# The Legend of Zelda: Ocarina of Time 3D
The Legend of Zelda: Ocarina of Time 3D là một trò chơi phiêu lưu-hành động do Grezzo và Nintendo phối hợp sản xuất, dành riêng cho hệ máy cầm tay Nintendo 3DS, là phiên bản remaster của The Legend of Zelda: Ocarina of Time trên hệ máy cầm tay Nintendo 64. Nó được phát hành lần lượt 16, 17, 19 và 30 tháng 6 ở Nhật Bản, châu Âu, Bắc Mỹ và Úc.